# Francis Alvarez
Pour les articles homonymes, voir Alvarez.
Pas d'image ? Cliquez ici

a Compétitions nationales et continentales officielles uniquement.

b Matchs officiels uniquement.
Dernière mise à jour le 19 janvier 2024.
Francis Alvarez, né le 29 septembre 1982 à Oloron-Sainte-Marie, est un joueur français de rugby à XV sélectionné en équipe d'Espagne et évoluant au poste d'ailier.

## Club
- Domont

## Palmarès

### En équipe d'Espagne
- 1 sélection (le 14 février 2004 face à la Russie)[1].

### Autres sélections
- International de rugby à sept